# Slow steaming
Slow steaming is het langzamer varen met schepen, vooral containerschepen. Een analist bij het National Ports and Waterways Institute (NPWI USA) vermeldde in 2010 dat bijna alle schepen, wereldwijd, ervan gebruik maakten om te besparen op brandstof.
Slow steaming werd opnieuw belangrijk in 2007 met het oog op de stijgende oliekosten (juli 2007 - juli 2008: 350 tot 700 USD/ton). Volgens Maersk Line, dat in 2009-2010 begon met deze techniek, is onder slow steaming een vaart van 18 knopen (33 km/h). Snelheden van 14 tot 16 kn (26 tot 30 km/h) werden in 2010 gebruikt op de backhaul-routes tussen Azië en Europa. Snelheden onder de 18 kn (33 km/h) zijn super slow steaming. Scheepsmotoren-fabrikant Wärtsilä berekende dat het brandstofverbruik verminderd kan worden met 59% bij een reductie van de scheepssnelheid van 27 knopen tot 15 kn (28 km/h); dit zorgt voor een extra week varen op de routes tussen Azië en Europa. Trans-Pacifische reizen duren hierdoor vier tot zeven dagen langer. Het verlagen van de snelheid vermindert het brandstofverbruik, omdat de scheepsweerstand kwadratisch toeneemt met de snelheid. De schroefwet is een benadering van het benodigde vermogen en deze stelt dat dit met de derde macht toeneemt. Twee keer zo snel varen vereist per tijdseenheid acht keer zo veel energie en per afstandseenheid viermaal zoveel. Dat geldt daarmee ook voor het brandstofverbruik, hoewel er een kleine afwijking ontstaat doordat ook het specifiek brandstofverbruik en het schroefrendement verandert bij een andere vaart.
Het containerschip de Emma Maersk kan, op een reis tussen Europa en Singapore, 4000 ton stookolie besparen door slow steaming. Rekening houdend met de stookolieprijzen van 2008, namelijk 600 tot 700 dollar per ton, komt dit neer op een besparing van 2,4 tot 2,8 miljoen dollar op een enkele reis.
De Triple E-klasse van Maersk is ontworpen voor slow steaming, met rompen geoptimaliseerd voor lagere snelheden. Daarom heeft het minder krachtige motoren dan zijn voorgangers.
De totale scheepsweerstand wordt wel benaderd door de schroefwet. In deze benadering neemt met de hoge reynoldsgetallen van schepen de weerstand kwadratisch toe met de snelheid. Aangezien het benodigde vermogen om deze weerstand te overwinnen, toeneemt met de snelheid, neemt het vermogen toe met de derde macht. Bij vrachtschepen ligt het hotelverbruik over het algemeen relatief laag, maar andere kosten als afschrijving, onderhoud en bemanning maken dat er een economische vaart is waarbij de totale kosten een minimum bereiken.